# Perdita toschiae
Perdita toschiae är en biart som beskrevs av Timberlake 1968. Perdita toschiae ingår i släktet Perdita och familjen grävbin. Inga underarter finns listade i Catalogue of Life.